# Fort Va w Poznaniu
Fort Va (Bonin, Ludwika Mierosławskiego, oryg. Zwischenwerk Va) – jeden z 18 fortów wchodzących w skład Twierdzy Poznań. Znajduje się na Piątkowie pomiędzy ulicami: Wojciechowskiego, Lechicką i Księcia Mieszka I.

## Historia

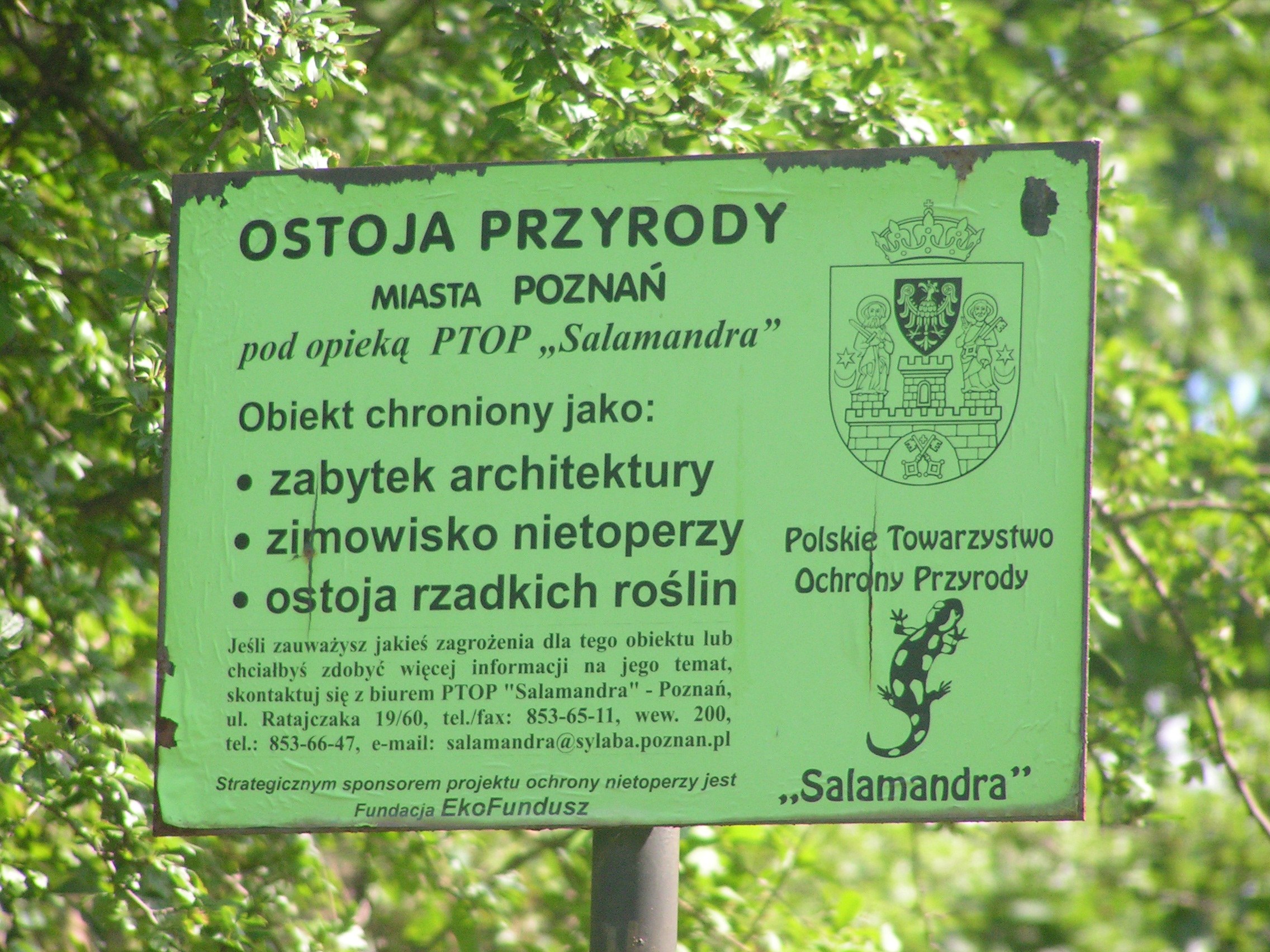
Tablica informacyjna

Zbudowany został w latach 1887–1890, w drugim etapie budowy twierdzy fortowej. Fort otrzymał nazwę Bonin na cześć Eduarda von Bonin. W 1931 zmieniono patronów na polskich, Fort Va otrzymał imię generała Ludwika Mierosławskiego.
Podczas bitwy o Poznań, w nocy 13/14 lutego 1945 od północy, oddziały 246 pułku piechoty wraz z bateriami haubic 203 mm szturmowały forty IVa, V i Va. Fort Va poddał się po 12 godzinach, jako ostatni (Fort IVa po 2, a Fort V po 10 godzinach).
Teren fortu wchodzi w skład obszaru Natura 2000 (obszar specjalnej ochrony SOO „Fortyfikacje w Poznaniu”, symbol PLH300005).
Fort stanowi własność Polskiego Towarzystwa Ochrony Przyrody „Salamandra”. Z jego upoważnienia obiektem opiekuje się Stowarzyszenie Miłośników Fortyfikacji „Kernwerk”, które prowadzi tu prace konserwacyjne, m.in. wycinkę części drzew, których korzenie mogą zagrażać zabytkowym murom. Członkowie Towarzystwa odkopują również XIX-wieczny bruk. Obiekt został udostępniony do zwiedzania od 28 kwietnia 2012 roku. Zwiedzanie udostępnione jest tylko z przewodnikiem, który oprowadza gości ubrany w replikę pruskiego munduru piechoty.
W forcie odbywają się zbiórki 88 Poznańskiej Drużyny Harcerzy Starszych Dragon.

## Lokalizacja i konstrukcja

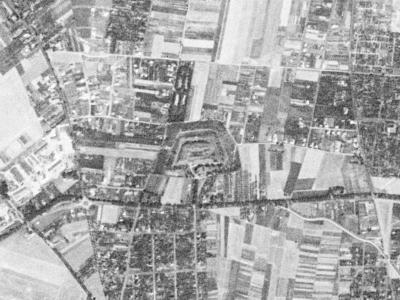
Zdjęcie satelitarne fortu (1965).

Dojazd do fortu drogą rokadową (ul. Lechicka). W sąsiedztwie osiedle Bolesława Chrobrego oraz Centrum Handlowe Plaza. 
Otoczony suchą fosą (długość 500 m, szerokość 9 m, wysokość 5,5 m). Posiada trzy kaponiery: 1 szyjową, 2 czołowo-barkowe. Kaponiery były połączone poterną biegnącą pod fosą. Do niedawna zachowany zbiornik na wodę zlokalizowany w poternie głównej.
W lutym 1945 zostały zniszczone schrony barkowe oraz schron w wale szyjowym. Po stronie szyi fortu znajduje się zniszczony przez Rosjan blokhauz obrony wjazdu.

### Przebudowy
Modernizacje prowadzone w latach 1913–1914, wybudowany zbiornik na wodę, studnia, schron dla drużyny przeciwszturmowej na przeciwskarpie. W 1939 wybudowane 3 schrony obserwacyjno-bojowe na wale.

## Przyroda
Część pomieszczeń fortu stanowi ważne w skali regionu zimowisko nietoperzy.